# ローラ (ドイツ)
ローラ (ドイツ語: Lohra) は、ドイツ連邦共和国ヘッセン州マールブルク＝ビーデンコプフ郡に属す町村（以下、本項では便宜上「町」と記述する）である。

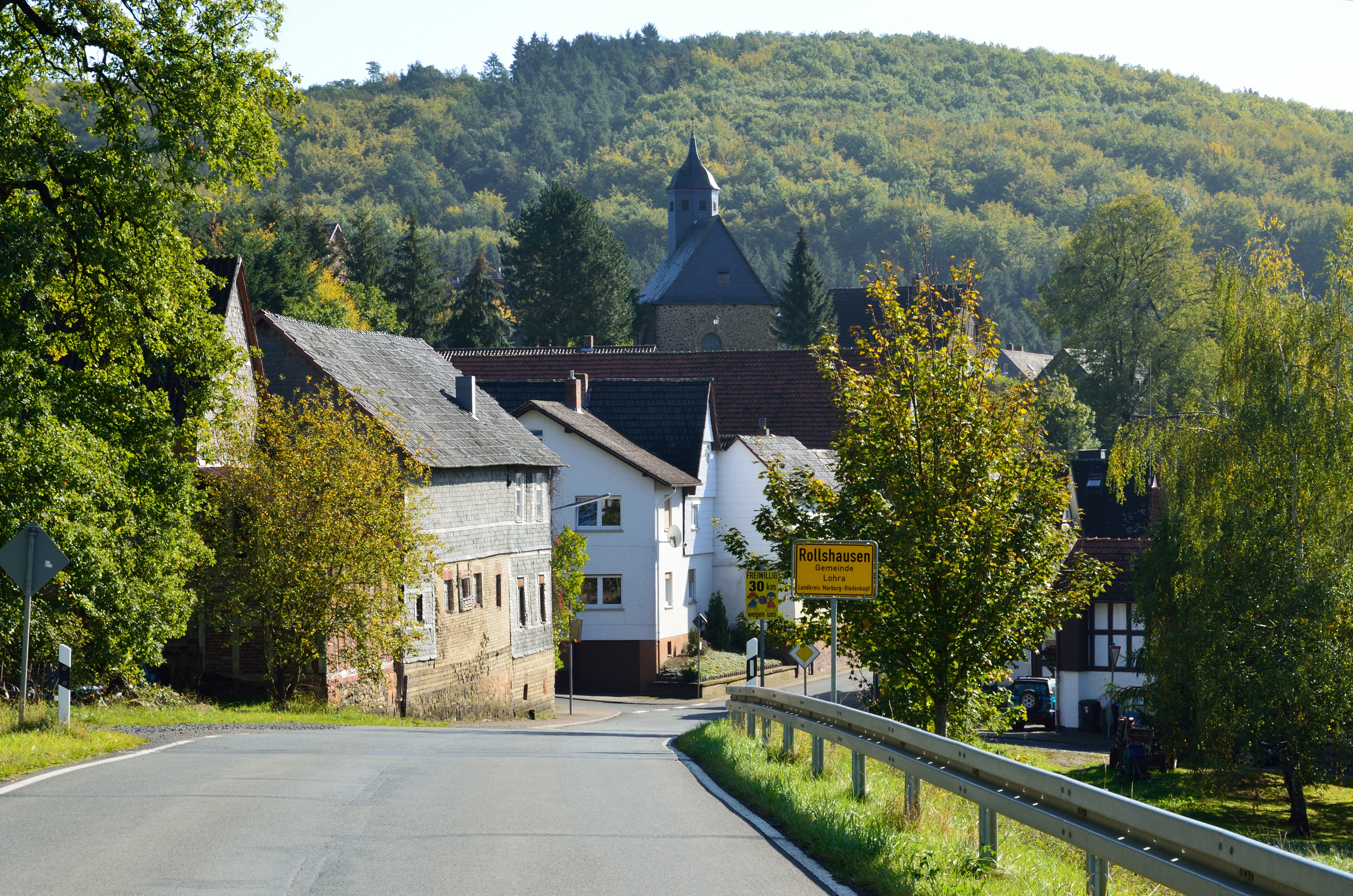
ロルスハウゼンの町並み

## 地理

### 位置
自治体ローラは、郡の南西部、マールブルクの南西約 15 km、ギーセンの北西約 20 km に位置する。グラーデンバッハ山地の北の支脈とロタール山地の南東の支脈が町内で交わっている。歴史的観点からでは、ローラはマールブルガー・ラントに属し、西をヘッセン・ヒンターラントと接する。

### 隣接する市町村
ローラは、北はグラーデンバッハ、東はヴァイマル (ラーン)およびフロンハウゼン（以上 3 市町村はマールブルク＝ビーデンコプフ郡）、南東はロラー、南はヴェッテンベルクとビーバータール（以上 3 市町村はギーセン郡）、西はビショッフェン（ラーン＝ディル郡）と境を接する。

### 自治体の構成
ローラの町域は、ザルツベーデ川中流域周辺に約 49 km2 の面積を有している。この町には以下の地区が含まれる。
町内では、時代とともに集落ごとに固有のニックネームが付けられた。通常こうしたニックネームは相手をからかうものが多いのだが、この町の集落のニックネームの由来は、その多くが不明である。
| 地区名                                          | 記述 | ニックネーム                                                                                            |
| ----------------------------------------------- | --- | --- |
| アルテンファース (Altenvers)                    | 人口約 602 人; 歴史上の表記は以下の通り: Ferse (1196年), Virse (1333年), Aldenverse (1359年), Aldynfers (1442年), Altenfersa (1577年), Altenvers (1604年) | Kuckucke（カッコウ）                                                                                    |
| ダム/エッツェルミューレ (Damm/Etzelmühle)       | 人口約 259 人; 歴史上の表記は以下の通り: Damme (1200年/1220年), Thammo (1271年), Damme (1347年), Dampme (1365年), Tamme (1367年), Dam (1577年), Damm (1604年) | ダム: Spatzen (Spatze)（スズメ） エッツェルミューレ: Wasserhühner (Woasserhuiher)（オオバン）           |
| キルヒファース (Kirchvers)                      | 人口約 992 人; 歴史上の表記は以下の通り: Ferse (1130年頃), Verse (1196年), Virse (1333年), Kirchferse (1359年), Kirchvers (1604年) | Schmierkäselecker (Schmierkäsleacker)                                                                   |
| ローラ (Lohra)                                  | 人口約 2,554 人の最大で最も古い地区である; 歴史上の表記は以下の通り: Lare (752年/779年), in Larer marca (770年), in Lare (1200年/1220年), Loher (1339年), Laer (1490年), Lar (1504年), Loer (1518年), Lohr (1577年), Lohra (1604年)                                                      | Raben (Roawe)（カラス）                                                                                 |
| ナンツ＝ヴィラースハウゼン (Nanz-Willershausen) | 人口約 277 人; 歴史上の表記は以下の通り: Willicheshusen (1200年/1220年), Wilrizhusen (1232年), Wilherhusen (1272年), Willereshusen (1307年), de Nandelshusen (1339年), Nandulzhusen (1359年), Nandilshusen (1374年), Nandolshusin (1374年), Nandoldeshusen (1377年), Nanczhusen (1502年) | ナンツハウゼン: Hühner (Huiher)（ニワトリ） ヴィラースハウゼン: Bärentatzen (Bärndapch)（クマのダンス） |
| ライマースハウゼン (Reimershausen)              | 人口約 140 人; 歴史上の表記は以下の通り: Reymerßhusen (1261年), Reymarishusen (1316年), Reymershusen (1320年), Reumershusen (1375年), Rymershusen (1377年), Romershawsen (1524年), Reymershausen (1577年)                                                                                | Wiesenschnarcher (Wisseschnoarcher)（ウズラクイナ）                                                     |
| ローデンハウゼン (Rodenhausen)                  | 人口約 242 人; 歴史上の表記は以下の通り: de Rudenhusen (1247年/48年), Rodehußen (1359年), Rodenhausen (1550年) | Rotkehlchen (Ruutbresterche)（コマドリ）                                                                |
| ロルスハウゼン (Rollshausen)                    | 人口約 311 人; 歴史上の表記は以下の通り: de Rolshusen (1256年), de Rollishusen (1263年), de Rodilshusen (1355年), Rulshusen (1374年), Rolhusin (1442年), Rultzhusen (1577年), Rolshausen (1577年)                                                                                        | Wiedehöpfe (Wirrehepch)（ヤツガシラ）                                                                   |
| ゼールバッハ (Seelbach)                         | 人口約 78 人; 歴史上の表記は以下の通り: Selbach (817年), Silbach (1512年), Sehlbach (1577年), Seelbach (1604年) | Esel（ロバ）                                                                                            |
| ヴァイポルツハウゼン (Weipoltshausen)           | 人口約 615 人; 歴史上の表記は以下の通り: Wipaldeshusen (1200年/1220年), Wypoltishusen (1302年), Wypulczhusen (1359年/1398年), Wypelczhusen (1469年), Weibolshausen (1572年), Weypoltshausen (1604年), Weibelshausen (1708年/1710年)                                                      | Knochenschaber (Knocheschoawer)（骨削り）                                                               |

## 歴史

### 古代
1931年に、町内の古い定住地跡から新石器時代に埋葬されたと推測される巨石墓が発見された。全部で約 20 体の埋葬された男性、女性、子供は、驚くべきことに火葬されていた。さらにあの世へに旅する死者は、ヘッセンの他の巨石墓とは異なり、多くの陶器や日用品が副葬されている。取っ手付き杯（その特殊性から、考古学の専門用語で「ローレア・ベッヒャー」（ローラの杯）と呼ばれる）、カップ、深皿、蛇紋石の大型の石斧、小型の石斧、ラジオラライト製の刀や青銅の小片などが出土品に含まれている。出土品の一部は、1931年から、カッセルのヘッセン州立博物館で保管されている。
アルテンファース近郊にローマ帝国時代後期のゲルマン人入植地の遺跡が発見されたが、ここではおそらく金属が加工されていた。出土品を根拠に、この入植地の住民はエルベゲルマン族の文化圏に分類されている。

### 中世初期
ローラは、8世紀中頃にフルダ修道院の所領台帳に初めて記録され、そのやや後にロルシュ修道院の寄贈台帳に以下のように記述されている。
Gerbrechti in Larere. Regnante itaque Karolo piissimo rege, presidentque huic loco Gundelando, primo abbate tradiderunt ad Lauresham St. Nazario, Castwich et Gerbrecht, filius eius res suas in pago Logenehe in villis Larere marca (et in Duda marca) scilicet Campos, Prata, aquas aquarumque decursus. 769, Dec. 1. Karlus, Rex, Gundelando, abbas.
翻訳すると
ローラのゲルブレヒト所領。敬虔な王カールの治世下、修道院の初代修道院長グンデラントの下、カストヴィヒとその息子ロルシュのゲルブレヒトは聖ナザリウス（訳注: ロルシュ修道院の守護聖人）にラーンガウの所領を献げた。これにはローラの村（およびドゥーダ・マルク）、耕地、牧草地、水域、川が含まれる。769年12月1日カール王、グンデラント修道院長
Lore という名前は、フランク語以前の語形に分類され、おそらく「水辺の村」を意味する。フランク人以前にどの民族がローラを支配していたのかは最終的な結論が得られていないが、Ubier族（紀元前 10 年頃まで）の後、カッティ族が支配したと考えられる。
8/9世紀にフランク王国の pagus lare（ガウ・ローラ）伯のローラ裁判所（「マールシュタット」）が成立したと思われる。このガウの伯の領土はアメーネブルク盆地やフォーゲルスベルク山地に及び、後のラーン＝オーム伯領にほぼ相当する地域を占めていた。その後、この伯領からルーヒェスロー伯領が形成された。このガウの伯の司法上の中心がオーバーヴァイマル近郊のレッチュローと呼ばれる耕牧地にあり、ここで裁判が行われた。宗教上の中心地は、オーバーヴァイマルのマルティン教会であった。

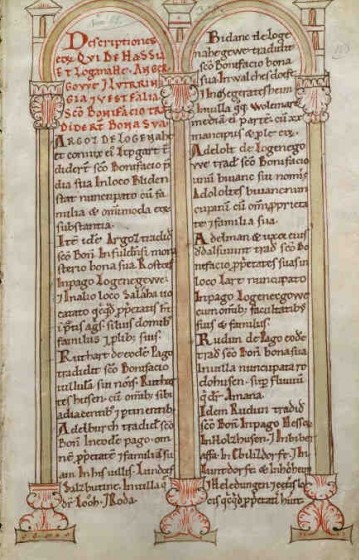
ローラについての記述がある12世紀のエーバーハルディ・コデックス

### 中世
1238年頃、現在の後期ロマネスク様式の教会が建造された。教会の防壁の北西角から、2002年に財宝が発見された。この財宝には中世盛期の銀貨 483 枚が含まれていた。これは、おそらく13世紀後半にここに隠されたと考えられる。
1237年にマインツ大司教領となったルーヒェスロー伯領において、ローラはゲリヒテ・ロール（ローラ裁判区）の中心地となった。この裁判区はファース地方と現在のフロンハウゼンの一部を含んでいた。利用可能な当時の文献によれば、ルーヒェスロー伯領は、アメーネブルク、ブーゼック、エプスドルフ、グラーデンバッハ、ホムベルク (オーム)、キルヒベルク (ラーン)、キルトルフ、ローラ、ロンドルフ、メルラウ、ライツベルク（ニーダーヴァイマル近傍）からなっていた。
1297年から1307年までの間にヘッセン方伯ハインリヒ1世によって築かれたインネンヘーゲ（中部ヘッセンの領邦境界/防衛施設）が、ラーン川に至るまでローラ裁判区の南の境界となった。さらに1359年から1374年にはアウサーヘーゲが建設された。この防衛施設は、ヘッセン領内にナッサウ伯を介して皇帝の干渉が及ぶことを防ぐためのものであった。
1366年にナッサウ伯は、ヘッセン方伯への報復としてローラを焼き討ちした。村の住民は森へ逃亡し流浪化したが、裕福な者や人望の篤い者は、家畜とともにナッサウの人々によって連れ去られ、高額の身代金と引き替えに釈放された。
1567年、フィリップ寛大伯によって方伯領が息子達に分割された後、ローラはヘッセン＝マールブルク方伯領となった。
三十年戦争でスウェーデン軍がヘッセン領内を行軍した際、現在この町に属す村落にとっては過酷な時代に入った。多くの住民がマールブルクへ向かって逃亡し、マールブルクの方伯の城の避難所へ逃げ込んだ。この間、掠奪をはたらくランツクネヒトによって村は荒廃した。1648年のヴェストファーレン条約によって三十年戦争が終結し、ヘッセン戦争も終息に向かうと、ローラを含むヘッセン＝マールブルク方伯領の北部は、ヘッセン＝カッセル方伯領となった。
ローラ近郊、モルンスハウゼンとの境界部に水城のオッフェンハウゼン城がある。

### 近代・現代
1803年の帝国代表者会議主要決議の時代やナポレオン統治時代にローラはまずヘッセン＝カッセル方伯領に属し、その後1806年から1813年までの短命に終わったヴェストファーレン王国（ここではカントン・ローラの首邑となった）の下に組み込まれ、その終焉後再びヘッセン＝カッセル領となった。ナポレオン帝政の衰退と同時に、プロイセンがドイツでの支配権を強化していった。1866年の普墺戦争の結果、ヘッセン選帝侯領は、したがってローラもプロイセンに併合され、同じように併合されたナッサウ公国とともにヘッセン＝ナッサウ州に改編された。
ローラでは、農業によって支えられた町から都市労働者のベッドタウンへの変化は、第一次世界大戦前においてもまだその途上にあり、両大戦間もそのプロセスは継続された。石の多い耕牧地の土壌からは、増加する人口を賄うのに十分な収穫を得ることができなくなっていた。このため、多くの女性が、Rinn & Cloos のタバコ工場で働いた。この会社は1916年および1929年にローラに分工場を設けていた。第二次世界大戦の混乱の中、1944年9月12日にダム駅が敵の空爆の標的となり、17人が死亡した。爆弾はローラにも落とされたが、大きな被害はなかった。1945年3月28日の昼間にアメリカ軍が現在の町域内を通ってマールブルク方面に進撃していった。旧ドイツ東部領土から追放された大勢の人々によって、人口は1946年に大きく増加した。住宅不足のため、難民達はさしあたり地元民の家に間借りすることとなった。
戦争の混乱は1950年代に徐々に沈静化していった。1952年の1200年祭は、マールブルク地方で戦後初めて挙行された大規模な世俗祭となった。
1972年と1974年の地域再編により、それまで独立した町村であったローラ、ダム、ナンツ＝ヴィラースハウゼン、ローデンハウゼン、ライマースハウゼン、キルヒファース、アルテンファース、ヴァイポルツハウゼン、ロルスハウゼン、ゼールバッハから、ローラ地区に町政機能を置く新たな自治体ローラが形成された。マールブルガー・ラントの南西端で互いに密接な関係を保っていた村落が、行政レベルで一体化したのである。
ローラは2002年に最初の記録から1250年を、祝祭週間を設けて祝った。
2009年5月25日にこの村は連邦政府から「Ort der Vielfalt（多様性の村）」の称号を授与された。

## 行政

### 首長
2006年4月以降、ゲオルク・ガウルが町長を務めている。

### 議会
ローラの町議会は、31議席からなる

### 姉妹自治体
- ハーゲス＝ハレンベルク（ドイツ、テューリンゲン州）
- ヴィヴォンヌ（フランス、ヴィエンヌ県）
- ジェミアニ（ポーランド、ポモージェ県）

### 紋章
図柄: 金地と青地に上下二分割。上部は 5 つの青い縦長の小長方形がちりばめられた中に、中央の分割線から姿を現す、赤い爪と赤い舌を見せる青い獅子。下部は、12 の小さな金の十字と対角線状に貫く金のアンドレアス十字。
解説: 獅子はゾルムス伯を、もう一つの紋章要素であるアンドレアス十字はメーレンベルク家を表している。12 の金の小十字は、この町を形成する 12 の村落を象徴している。この紋章は、1200年祭にあたる1952年に制定された。

## 文化と見所

### 方言
この町の集落では、オーバーヘッセン方言の変種が使われているが、集落間で細部に違いがある。ローラ教区（ダム、ナンツ＝ヴィラースハウゼンを含む）、アルテンファース教区（ライマースハウゼン、ロルスハウゼン、ゼールバッハを含む）、キルヒファース教区（ローデンハウゼン、ヴァイポルツハウゼンを含む）は、それぞれ言語学上同一のグループを形成していると考えられている。

### 伝統食品
典型的なローラの料理はシンプルなヘッセン料理に由来するものであるが、今日ではほとんど調理されない。メーレンゲミューゼ、ヒンメル・ウント・エルデ、シュトルプフといった料理が、かつては頻繁に村の食卓に上がった。伝統的なソーセージの種類であるシュトラッケ・ウント・ローテは自家製造されている。

### 郷土の歌
752年に初めて村の記録がなされてから 1200年祭にあたる1952年に、マールブルク地域で戦後初の世俗祭が開催され、ラインハルト・イーデ作曲の郷土の歌『Lohra über'm Wiesengrund』が創作された。作詞はヴィルヘルム・イーデであった。

## 経済と社会資本

### 経済
ローラは手工業者や中規模企業の町である。農業は、例外はあるものの、ほぼ副業として営まれており、収入源としては重要性をますます失いつつある。2006年、ローラの様々な経済分野の人々が『経済フォーラム・ローラ 2020』に会した。このフォーラムは、高い生活の質、より良い社会資本、多くの共同生活やネットワークを構築し、ローラの町の将来に向けた展望を想像することを目的とした。
この町は、グラーデンバッハやバート・エントバッハとともに「市町村共同産業パーク・ザルツベーデタール」を整備している。この産業地区は、ローラとグラーデンバッハ市のモルンスハウゼン地区とにまたがっており、その建設にはヘッセン州が資金援助を行った。鍬入れは、2002年2月5日に行われた。

### 交通
町域北部を、マールブルクとヘルボルンとを結ぶ連邦道 B255号線が通っている。町内を通っていたニーダーヴァルゲルンとヘルボルンとを結ぶアール＝ザルツベーデ鉄道は廃止された。廃止された路線のレールは、2006年の初めにミステリアスな状況で解体され、一部が持ち去られた。この不法な解体の犯人は突き止められ、刑罰に服している。

### 教育
ローラに 2 園、キルヒファースとアルテンファースにそれぞれ 1 園の幼稚園がある。ローラとキルヒファースの幼稚園はクールヘッセン＝ヴァルデック・プロテスタント教会が運営しており、町はアルテンファースの幼稚園の運営者である。
この町には基礎課程学校が 1 校ある。さらに上級の学校、たとえばギムナジウム、実科学校、本課程学校は、マールブルク、ニーダーヴァルゲルン、グラーデンバッハ、ビーバータール、ギーセンにある。
また、総合大学や専門大学は、マールブルク、ギーセン、カッセル、フランクフルト・アム・マインにある。

## 引用
1. ↑  Hessisches Statistisches Landesamt: Bevölkerung in Hessen am 31.12.2023 (Landkreise, kreisfreie Städte und Gemeinden, Einwohnerzahlen auf Grundlage des Zensus 2011)]
2. ↑  2011年3月27日の町議会議員選挙結果、ヘッセン州統計局（2012年6月26日 閲覧）